# Ugo Bellocchi
Ugo Bellocchi (Reggio Emilia, 22 agosto 1920 – Reggio Emilia, 17 luglio 2011) è stato uno storico, giornalista e bibliotecario italiano.

## Biografia
Figlio di Aristodemo e di Maria Mussini, diplomato all'Istituto Magistrale, si laureò poi in materie letterarie all'Università Cattolica di Milano con una tesi, discussa in tempo di guerra, sul fenomeno geomorfologico dei "calanchi". Successivamente si laureerà per la seconda volta, sempre all’Università Cattolica di Milano, in Lettere Moderne con una tesi in dialettologia.
Giovanissimo, iniziò a collaborare con i quotidiani locali: il primo, a 18 anni, fu Solco Fascista. Nel 1942 la direzione de Il Resto del Carlino lo contattò perché assumesse la responsabilità della nascente pagina reggiana del quotidiano bolognese, che per la prima volta andò in edicola il 7 aprile sotto la sua direzione.  La redazione fu anche punto di incontro di persone di idee politiche diverse dal fascismo (tra di loro anche Nilde Jotti). Il giorno della liberazione, fece uscire il primo numero di Reggio Democratica, giornale del CLN.
Dal 1953 al 1968 sotto la direzione di Vittorio Zincone e poi di Giovanni Spadolini fu chiamato a Il Resto del carlino a coordinare le pagine provinciali che il quotidiano andava in quegli anni ampliando e che spaziavano dal Veneto alle Marche, coprendo tutta l'Emilia-Romagna. Sotto la sua direzione le pagine provinciali diventarono 16, dall'Abruzzo (Pescara) alla Lombardia (Mantova) sino a toccare Padova, Treviso e Belluno.
Dal 1951 al 1972 diresse la Biblioteca Popolare di Reggio Emilia, che in quegli anni iniziò ad essere aperta anche la sera dopo cena, per consentire ai lavoratori di accedere alla cultura. Contemporaneamente venne avviato il servizio di pubblica lettura nelle sezioni decentrate della Biblioteca comunale.

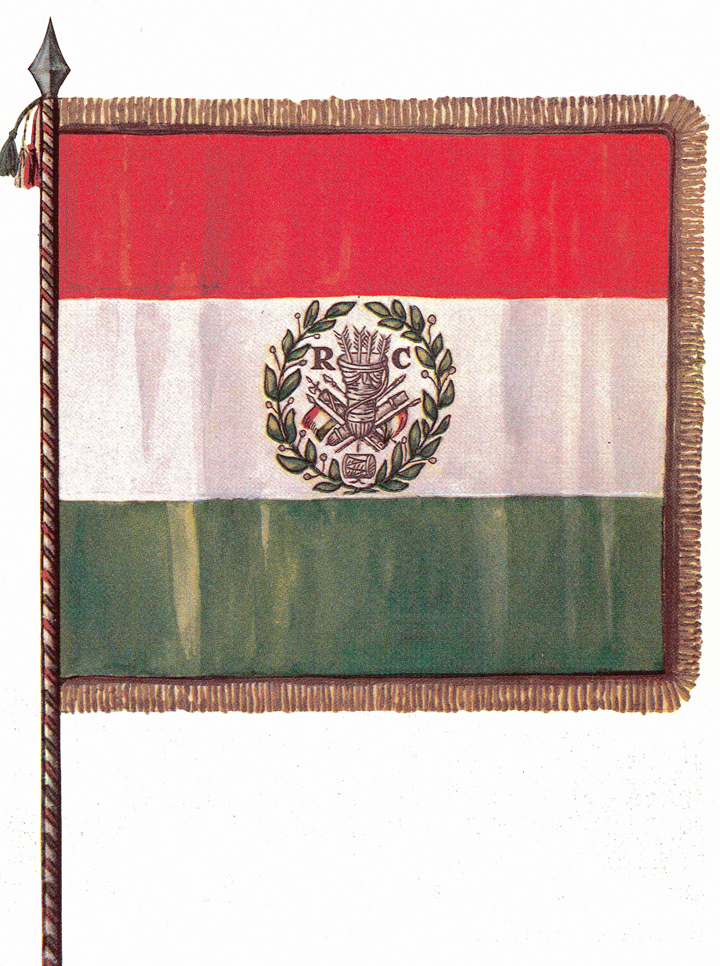
Bandiera della Repubblica Cispadana. Ricostruzione storica di Ugo Bellocchi. Museo del Tricolore, Reggio Emilia.

Fu presidente della Deputazione di Storia Patria, sezione di Reggio Emilia, dal 1968 al 1977 e poi dal 1993 al 2008. Nel 1968 fondò il periodico “Bollettino Storico Reggiano”, che diresse fino al 2011. Fu docente di Storia del Giornalismo all'Università Cattolica di Milano.
A lui si devono, fra le altre opere, la Storia del giornalismo italiano in otto volumi e Tutte le Encicliche e i principali documenti Pontifici emanati dal 1740. 250 anni di storia visti dalla Santa Sede in dodici volumi. Nel 1963 pubblicò il libro Il Tricolore nel quale, per la prima volta, venivano individuate le caratteristiche del Primo Tricolore, varato dai delegati della Repubblica Cispadana il 7 gennaio 1797. Le sue ricerche sono alla base della fama di Reggio Emilia come “città del Tricolore”.
Il dialetto reggiano costituì un importante filone dei suoi studi; pubblicò la sua prima ricerca in materia nel 1966; si tratta di un'opera in due volumi, più un album con 5 dischi che consentono di ascoltare la reale pronuncia dei diversi idiomi dell'area reggiana. L'interesse per la dialettologia lo portò a fondare, assieme ad altri cultori, il Centro studi sul dialetto reggiano, tuttora ospitato dal Comune di Albinea. Dal 1981, alla annuale Festa della Madonna della Ghiara (8 settembre), si affianca il premio di poesia dialettale “la Giareda”, di cui egli fu tra i promotori e a lungo presidente della commissione giudicatrice.

## Intitolazioni
- Alla sua memoria è intitolato un premio giornalistico Ugo Bellocchi.[9]
- Il 5 aprile 2014 sono state intitolate al suo nome una sala di studio della Biblioteca Panizzi di Reggio Emilia ed una della Biblioteca Pablo Neruda di Albinea[10]
- Convegno Ugo Bellocchi e la storiografia reggiana del secondo dopoguerra tenuto a Reggio Emilia Sala del Tricolore, 1 dicembre 2012[11].

## Onorificenze
Croce al merito per attività partigiana.

## Opere

### Opere principali
- Il Volgare Reggiano (in quattro volumi), Bologna, Poligrafici Editoriale, 1966
- Il quinto potere, Bologna, Società Pubblicitaria Editoriale, 1968
- Storia del giornalismo italiano, Bologna, Edison, 1974, 8 volumi
- La storia d'Italia narrata dal Tricolore, Reggio Emilia, Società Emiliana Editoriale, 1985
- Il pensiero cooperativo dalla Bibbia all'Ottocento, Reggio Emilia, Tecnostampa, 1986
- Bibliografia del giornalismo italiano, Centro di Documentazione Giornalistica, 1991 ISBN 8885343090
- Il Tricolore: duecento anni (1797-1997, Modena, Artioli Editore, 1996.
- Tutte le encicliche e i principali documenti pontifici (in 12 volumi), Libreria Editoriale Vaticana, prima edizione 1993, seconda edizione 2004.

### Altre opere
- Arnaldo. Reggio Emilia, pnf, 1941, 16°, pp. 7-58.
- Il Cholera morbus a Reggio Emilia nel 1855. Milano, Davolio e Galli, 1949.
- Il lavoro agreste nella pittura italiana. Sessantatré opere dal Trecento al Novecento. Fabbrico (Reggio Emilia), G. Landini e Figli, 1951-1955.
- La Biblioteca Civica Popolare. In: Le Biblioteche dell’Emilia (N.O.), a cura di Sergio Samek Ludovici. Modena, 1959, pp. 84-85.
- La liberazione dei Ducati e delle Legazioni dell’Emilia, delle Romagne e delle Marche nel 1859-60. Bologna, 1959-60.
- (Unitamente a Bruno Fava), L’interpretazione grafica dell’Orlando Furioso. Reggio Emilia, 1961, in 4°, pp.58 + 100 tavv. f.t.
- (Unitamente a Bruno Fava e Franco Moleterni). Un secolo di economia reggiana. Reggio Emilia, 1962, in 4°, pp.224, con 21 tavv. f.t.
- Il Teatro Municipale di Reggio Emilia. Reggio Emilia, Lombardini, 1962, [p.82].
- Il Primo Tricolore. Reggio Emilia, Lombardini, 1963, [pp. 92].
- I dischi folcloristici de “il Resto del Carlino”. Otto opuscoli con altrettanti dischi dedicati al folclore popolare delle province di Ancona, Ferrara, Forlì, Macerata, Modena, Padova, Parma e Ravenna. Modena, Edizioni Barbati, 1964 - 1966.
- Il “volgare” reggiano. Origine e sviluppo della letteratura dialettale di Reggio Emilia e provincia. Voll. due, in 4°, pp. 225 + 331 + un album con 5 dischi. Reggio Emilia, Poligrafici S.p.A., 1966.
- Il Mauriziano. Gli affreschi di Nicolò dell’Abate nel “nido” di Lodovico Ariosto. Reggio Emilia, Poligrafici S.p.A., 1967, in 4°, pp. 246. Ristampato a Modena nel 1974, presso Aedes Muratoriana
- Il quinto potere. Bibliografia ragionata della pubblicità italiana e delle discipline affini. Prefazione di Carlo Pelloni. Milano, SPE, 1968, pp. 556.
- Le ville di Anton Francesco Doni. Modena, Aedes Muratoriana, 1969, pp.118.
- (Unitamente a Giovanni Marzi), Matilde di Canossa. Il poema di Donizone. Nuova traduzione con il testo latino a fronte. Modena, Aedes Muratoriana, 1970, in 4°, pp.289. Ristampato nel 1984 e nel 1997.
- Reggio Emilia. Vicende e protagonisti. Bologna, Edizioni Edison, 1970, in 4°, voll. 2, pp.478+491.
- il Resto del Carlino. Giornale di Bologna. Bologna, Soc. Editoriale il Resto del Carlino, 1973, pp. 314.
- Pietro Annigoni pittore. Bologna, Edizioni Edison, 1976, in folio, pp.266, con 110 tavv.
- Il fenomeno giornalistico in Emilia-Romagna. In: Storia della Emilia Romagna, Bologna, 1977, vol. 2°, pp. 339-359; CXLI-CLV.
- Mutuo soccorso e cooperazione a Reggio Emilia nell’Ottocento. Reggio Emilia, Tecnostampa, 1978, in 4°, pp. 16.
- Arte e Cooperazione. Venezia, Centro internazionale della grafica, 1979, in folio, pp. 8, con 12 incisioni.
- Emilia-Romagna: La mia terra. Venezia, Centro internazionale della grafica, 1979, in folio, pp. 4, con 16 incisioni.
- Storia del giornalismo italiano. Bologna, Edizioni Edison, 1974-1980, 8 volumi.
- Mingone da Bibbiano, maschera di Reggio. Reggio Emilia, Tecnograf, 1980, pp. XLIII.
- Antonio Vallisneri naturalista e giornalista. Reggio Emilia, Circolo Filatelico Numismatico, 1981, pp. 25.
- (A cura di), Il dialetto, una lingua. Reggio Emilia, Confraternita del Parmigiano-Reggiano, 1981, pp, 107.
- ... E i giornali italiani si chiamarono Garibaldi. Reggio Emilia, Comitato per le celebrazioni garibaldine, 1982, in 4°, pp. 16.
- Reggio Emilia: la provincia “Lambrusca”. Venti secoli di vitivinicoltura fra Enza e Secchia. Presentazione di Walter Sacchetti. Reggio Emilia, Tecnostampa, 1982, in 4°, pp. 262.
- Le cento città d’Italia. Stagioni di grandi imprese. Saggio introduttivo. Bologna, Edizioni Edison, 1982, in folio, pp. VII-XX.
- (Unitamente ad Otello Montanari). La Città del Tricolore all’Eroe dei due mondi. Il mio Garibaldi. Reggio Emilia, Comitato per le celebrazioni del centenario Garibaldino, 1982, in folio, con 31 serigrafie di pittori reggiani.
- Il “Correggio”. La tragedia romantica del danese A. G. Oehlenschlager nella traduzione di Bartolomeo Benincasa. Reggio Emilia, Tecnograf, 1983, pp. 56.
- Amministrazioni locali e stampa in Emilia-Romagna (1889-1943). Il periodo postunitario. Bologna, Centro Emilia-Romagna per la Storia del Giornalismo, 1984, pp. 33-56.
- San Martino in Rio. Vicende e protagonisti. Reggio Emilia, Tecnostampa, Comune di San Martino in Rio, 1984, in 4°, pp.499.
- (Unitamente a Lino Lionello Ghirardini). “...E fu Canossa la nuova Roma”. Modena, Aedes Muratoriana, 1985, in 4°, pp. 259.
- La storia d’Italia narrata dal Tricolore. 1796-1986. Reggio Emilia, Soc. Emiliana Editoriale, 1985-1986, voll. 2, in 4°, pp.191, 204. Allegato disco: Inno del Tricolore, di Ugo Bellocchi e Henghel Gualdi.
- Il pensiero cooperativo dalla Bibbia alla fine dell’Ottocento. Reggio Emilia, Tecnostampa, 1986, volumi 3. Vol. I: Dal Genesi agli Utopisti. Le aggregazioni sociali, pp. 261. Vol. II: Il Mutuo Soccorso. La cooperazione di consumo, pp. 291. Vol. III: La cooperazione di produzione; le latterie sociali. Il credito popolare. 1886: Nasce la Federazione Cooperative Italiane, pp. 279.
- Il pittore Carlo Bazzani. Reggio Emilia, Comune di Reggio Emilia, 1986, con 35 tavole.
- “E’ ora di bere” il vino con Orazio. Presentazione di Walter Sacchetti. Disegni di Nani Tedeschi. Reggio Emilia, Tecnograf, 1987, pp. 186. Ristampato a Potenza in occasione del bimillenario oraziano, 1992, a cura della locale Camera di Commercio, con presentazione di Egidio N. Mitidieri e disegni di Michele Bruno.
- Il Tricolore compie 190 anni. La storia della nostra Bandiera nazionale. Rho (MI), Rotary Club, dicembre 1987.
- Cultura illuministica e giornalismo italiano nella seconda metà del XVIII secolo. In: La Rivoluzione Francese. Firenze, Festa Nazionale dell’Unità, 15 agosto-18 settembre 1988, pp, l09-l12.
- 190 anni dell’Inno nazionale polacco. Gli uomini liberi sono fratelli. Reggio Emilia, Comune di Reggio Emilia, 1988, in 4°, pp.17.
- Avanti, avanti Dabrowski! Con te dall’Italia torneremo in Polonia. Presentazione di Otello Montanari. Reggio Emilia, Arti Grafiche Reggiane, 1988, in 4°, pp. XII- [62].
- Andrea Balletti Storico di Reggio nell’Emilia a 50 anni dalla morte. Reggio Emilia, Circolo Filatelico Numismatico, 1988, pp.80.
- Il disordine monetario ne1 Settecento a Bologna. In: Economisti emiliani fra il XVI e il XVIII secolo. Modena, Università degli studi, 1988, pp. 55-67.
- Reggio Emilia, la “provincia cooperativa”. Milano, Edit -Ambrosiana, 1989, in 4°, pp. 158.
- Reggio Emilia. Un secolo di cooperazione cristiana. Presentazione di Alfonso Colli. Reggio Emilia, Unione Provinciale Cooperative, 1989, in 4°, pp. 451.
- Interrelazione fra mutualismo e cooperazione in Italia. La costituzione della Camera del Lavoro a Reggio Emilia. In: Storiografia francese ed italiana a confronto sul fenomeno associativo durante XVIII e XIX secolo. Torino, Fondazione L. Einaudi, 1990, pp. 211-226.
- Ezio, compagno di una breve primavera. In: Ezio Comparoni, Aggiunte e correzioni all’A.I.S, per il “centro” 444. Albinea (RE), Centro studi sul Dialetto Reggiano, 1990, pp. IX-XV.
- Rapporti tra il Papato e la Gens Canusina prima dello storico incontro del 1077. In: Canossa prima di Matilde. Milano, Camunia Editrice, 1990, pp.177-197.
- Cooperazione ed educazione. Ideali e storia. In: U.C.I.I.M., Seminario di cooperazione ed educazione. Reggio Emilia, 1990, pp. 8.
- Don Sergio Pignedoli Cappellano nella Marina. In: Sergio Pignedoli, Ufficiali. Reggio Emilia, Centro Cardinal Pignedoli, 1991, pp. XII.
- Alle origini medievali della Chiesa Anglicana. In: Sergio Pignedoli, Lo spirito antipapale delle Cronache di Matthew Paris. Reggio Emilia, 1991, pp. VII-XXV.
- “Quando il popolo si desta...”. Dal Teatro alla Piazza: 1791: Reggio Emilia in rivolta contro il potere feudale. Presentazione di Otello Montanari. Reggio Emilia, Arti Grafiche Reggiane, 1991, in 4°, pp. XXIII – [54].
- L’aceto balsamico tradizionale di Reggio Emilia. Reggio Emilia, Consorzio tra produttori di Aceto Balsamico Tradizionale di Reggio Emilia, 1991, pp. 40.
- Bibliografia del giornalismo italiano. Roma, Centro di Documentazione Giornalistica, 1991, in 4°, pp. 561 (9.619 schede per autore; oltre 20.000 per soggetto).
- Il cappellano Sergio Pignedoli, “educatore con le stellette”. In: Sergio Pignedoli, Ai militari. Reggio Emilia, Centro Cardinal Pignedoli, 1992, pp.7-15.
- Giuseppe Amorotti, L’ultimo cantore di Carpineti. Reggio Emilia, Bollettino Storico Reggiano, 1993, n. 80, pp. 48.
- La Deputazione al servizio della storia reggiana. In: Bollettino Storico Reggiano, 1994, pp. 3-10.
- Angelo Umiltà: anticipatore di ideali. In: Mario Bernabei, Il pensiero e l’opera di Angelo Umiltà. Reggio Emilia, Bollettino Storico Reggiano 1994, n. 84.
- Reggio Emilia nell’Ottocento. Roma, Editalia, 1994, in 4°, pp. 178.
- Lettera ad Ezio Comparoni. In: Testimonianze e riflessioni. Silvio d’Arzo: uno pseudonimo per legittima difesa. Atti del Convegno “Pomeriggio Ezio Comparoni”. Corte Tegge (RE), 1994, pp, 7-11.
- Caffè e ritrovi a Reggio Emilia. In: I caffè storici in Emilia-Romagna, a cura di Giancarlo Roversi. Casalecchio di Reno (BO), Grafis Edizioni, 1994, pp. 207-223.
- Il Tricolore: Duecento anni 1797-1997. Modena, Banca Popolare Emilia- Romagna, 1996, in 4°, pp.454.
- Ad onore della Madonna della Ghiara. La Fiera di Reggio compie 400 anni… e per l’occasione si apriva il Teatro. Reggio Emilia, Tecnograf, 1998, in 4°, pp.386.
- Il primo Tricolore, simbolo di libertà e di democrazia. In: Il Tricolore dalla Cispadana alla Cisalpina. Il triennio giacobino. Atti del Convegno di studi storici per la celebrazione del bicentenario del Tricolore. Modena, Aedes Muratoriana, 1998, pp. 1-10.
- Il “volgare” reggiano alle soglie del terzo millennio. Reggio Emilia, Tecnograf, 1999, in 4°, pp.320, con due CD audio.
- Dal Tibet messaggio di pace. In occasione del conferimento della cittadinanza onoraria delle terre matildiche al XIV Dalai Lama. Reggio Emilia, Tecnograf, 1999, in 4°, pp. X - [42.]
- (Unitamente a Clementina Santi). Il Cardinale Sergio Pignedoli a 20 anni dalla morte. Reggio Emilia, Tecnograf, 2000, in 4°, pp, XLVI- 174.
- (A cura di) Le cronache di Reggio. Ricerche bibliografiche e storiche. Domenico Medici. Reggio Emilia, Tecnograf, 2002, pp.454.
- (A cura di) Storia della chiesa di San Giorgio [e della presenza dei Gesuiti] in Reggio Emilia / Prospero Scurani. Reggio Emilia, Tecnograf, 2003, pp. 229.
- Tutte le Encicliche e i principali documenti Pontifici emanati dal 1740. 250 anni di storia visti dalla Santa Sede. Prefazione di S. E. card. Angelo Sodano. Città del Vaticano, Libreria Editrice Vaticana, 1993-2004. 12 volumi
- Bibliografia italiana della Cooperazione. A cura di Centro italiano di documentazione sulla cooperazione e l’economia sociale e Soprintendenza per i beni librari e documentari. Bologna, Patron, 2005, pp. 825.
- Venti Canzoni 1982-1992. Reggio Emilia, Tecnograf, 2005, pp. 52, allegato 1 CD audio. [In quest’opera l’autore si presenta anche con il proprio pseudonimo di “Agrafe”].
- Bandiera madre: I tre colori della vita. Prefazione di Rita Levi Montalcini. Reggio Emilia, Scripta maneant, 2007, pp. 479.
- (A cura di) La Cantina sociale di San Martino in Rio compie 100 anni. San Martino in Rio, Arti grafiche Fratelli Terzi, 2007, pp. 233.
- Bandiera madre: I tre colori della vita. Prefazione di Arrigo Levi; note introduttive di Rita Levi Montalcini e Cristiano Bettini. Reggio Emilia, Scripta maneant, 2011, pp. 167.

## Biblioteca personale
La sua biblioteca di oltre diecimila volumi è stata donata dalla figlia Lisa Bellocchi alla comunale "Neruda" di Albinea, per la parte relativa al dialetto reggiano e alla Biblioteca Panizzi di Reggio Emilia per la restante parte.